# 何仪
何儀（？—？），東漢時期人物，曾參與黃巾起義。黃巾之亂後，一直佔壉汝南與潁川一帶。

## 生平
据《三國志》記載，何儀與劉辟、黃邵、何曼等人，各擁有數萬軍隊，先響應袁術，後來依靠孫堅。建安元年（196年）2月，曹操帶兵攻擊，殺死黃邵，劉辟及何儀率眾投降。

## 藝術形象
在小說《三國演義》中敘述，何儀被當時義勇軍將領的許褚給活捉，後許褚投降，將何儀等人獻給新主公曹操，曹操加以處斬。正史《三國志》中沒有何儀死亡的紀錄。